# Polysyndeton
Polysyndeton is een stijlfiguur waarbij een voegwoord wordt herhaald in een reeks woorden (vaak een enumeratie). Het is net het omgekeerde van een asyndeton.

## Voorbeelden
- We dronken bier en wijn en jenever.
- Of we gaan naar de McDonald's, of naar de Japanner of naar de Italiaan.
- We zijn gisteren noch gaan zwemmen, noch gaan dansen, noch gaan winkelen.

Voorbeelden in het Latijn:
- Neque lacrimae in oculis eius apparent, neque dolere videtur.
- Caesar primo et propter multitudinem hostium et propter eximiam opinionem virtutis proelio supersedere statuit. (Caes., DBG, II, 8).